# Rondin Hospital Alvear (Comodoro Rivadavia)
La Rondin Hospital Alvear es una línea de colectivos suburbana de Comodoro Rivadavia, bajo concesión de la empresa Transporte Patagonia Argentina  desde 2012 que une km.3 con el Hospital Alvear y viceversa.

## Cuadro Tarifario
| Boleto             | Tarifa   |
| ------------------ | -------- |
| Urbano             | $22      |
| Suburbano          | No posee |
| Estudiante         | $11      |
| Jubilado           | $11      |
| Discapacitado      | $0.00    |
| Policía del Chubut | $0.00    |

En el caso de los boletos de Estudiante y Jubilado reciben un subsidio de la municipalidad de Comodoro Rivadavia que les cubre un 50% del valor del boleto.

## Recorrido principal[2]

### 7A: Ancho Km 3
También llamado Rondín CeRET - Hospital Zonal
| 7A         | Primer servicio A: Hospital Zonal | Primer servicio A: San Martín Oeste | Último servicio A: Hospital Zonal | Último servicio A: San Martín Oeste |
| Laborables | 07:15                             | 07:30                               | 23:05                             | 23:20                               |
| Sábados    | 08:00                             | 08:15                               | 18:25                             | 18:40                               |
| Festivos   | 15:45                             | 16:00                               | 18:10                             | 18:25                               |

Ida
| BUS2 | KBHFa |

|  | BHF |

|  | BHF |

|  | BHF |

|  | BHF |

|  | BHF |

|  | BHF |

|  | BHF |

|  | BHF |

|  | BHF |

|  | BHF |

|  | BHF |

|  | BHF |

|  | BHF |

|  | BHF |

|  | BHF |

|  | BHF |

|  | KBHFe |

Regreso:
| BUS2 | KBHFa |

|  | BHF |

|  | BHF |

|  | BHF |

|  | BHF |

|  | BHF |

|  | BHF |

|  | KBHFe |